# Via Salaria Gallica

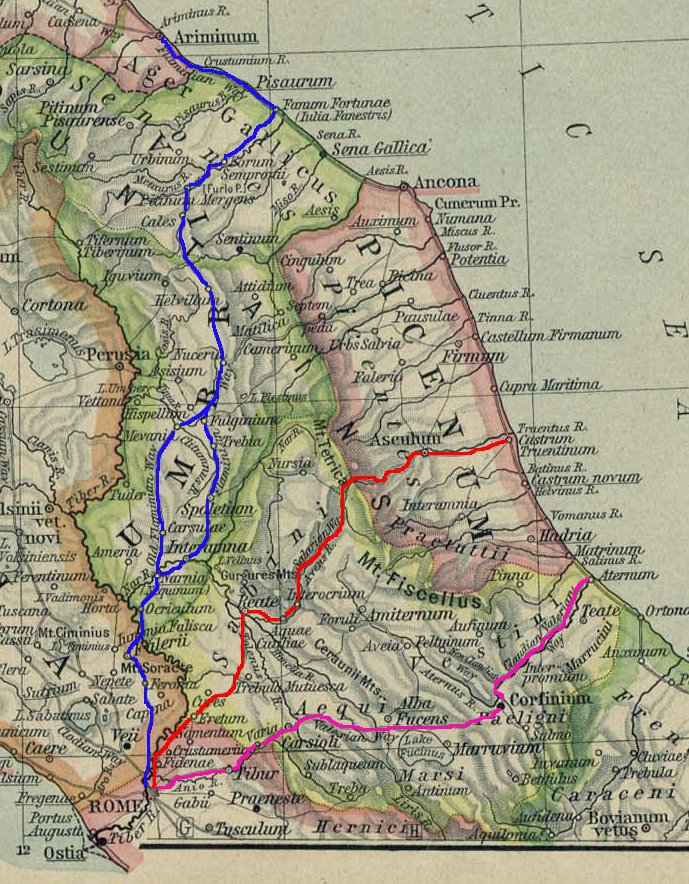
La via Salaria, en rouge sur la carte, et la via Flaminia en bleu.

La via Salaria Gallica est une voie romaine qui reliait la via Flaminia, au niveau de Forum Sempronii, aujourd’hui  Fossombrone, à la via Salaria, à hauteur d'Asculum, de nos jours Ascoli Piceno.

## Description
Cette voie large de 16 pieds romains (environ 4,70 m) reliait les villes de la moyenne vallée des fleuves qui traversaient le Picenum et l'Ager Gallicus. Son tracé partait de la ville romaine de Forum Sempronii (Fossombrone), et traversait Suasa, Ostra, Aesis (Jesi), Ricina (Macerata), Urbs Salvia (Urbisaglia) Falerio (Falerone) et Asculum (Ascoli Piceno). Cette route était parallèle à la côte de la mer Adriatique, à une distance d'environ 30 km. 
D’après l’Aesinensis Lapis, une inscription latine sur un cippe trouvé à Chuisa di Agugliano près de Jesi, la construction de la route est due à Marcus Octavius Asiaticus. Le tracé datant au moins de la période du second triumvirat suit probablement un chemin pré-romain.

## Source de traduction
- (it) Cet article est partiellement ou en totalité issu de l’article de Wikipédia en italien intitulé « Via Salaria Gallica » (voir la liste des auteurs) dans sa version du 11 février 2010.